# Бокасса, Жан Бедель
Жан Беде́ль Бока́сса (фр. Jean-Bedel Bokassa), также известный как Салах эд-Дин Ахмед Бокасса (фр. Salah Eddine Ahmed Bokassa) и Бокасса I (22 февраля 1921 — 3 ноября 1996) — президент Центральноафриканской Республики с 1 января 1966 по 4 декабря 1976, император Центральноафриканской империи с 4 декабря 1976 по 20 сентября 1979, маршал (19 мая 1974). Один из самых эксцентричных диктаторов XX века.

## Биография

### Армейская карьера
Жан-Бедель Бокасса родился 22 февраля 1921 года в Бобанги — крупной деревне, расположенной в префектуре Лобае в 80 км к юго-западу от Банги — столицы французской колонии Убанги-Шари, являвшейся на тот момент частью Французской Экваториальной Африки. Был одним из 12 детей в семье деревенского старосты из племени мбака (родом из которого были многие чиновники Центральной Африки колониального периода).
Его имя, Жан-Бедель — результат неправильно прочтённого в календаре сокращённого имени католического святого Жана Батиста де ла Саля (Jean-B. de la S. превратилось в Jean-Bedel), Бокасса — имя, означающее «маленький лес» на мбака, впоследствии использовалось как фамилия (а после провозглашения империи — опять как имя).
В шесть лет он осиротел.

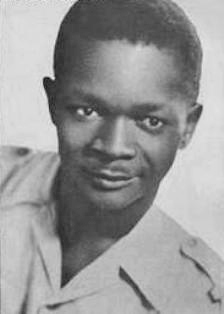
Бокасса в 1939 году, в период службы в колониальных войсках

Его отец, выступавший против концессионной политики французских колониальных властей, был расстрелян, а мать вскоре после этого покончила с собой.
Воспитывался родственниками, которые готовили его в священники. Однако в мае 1939 года Бокасса поступил на военную службу в колониальные войска французской армии. В ноябре 1941 получил звание старшего сержанта в войсках «Сражающейся Франции», участвовал в захвате Браззавиля. В 1944 году участвовал в высадке войск антигитлеровской коалиции на юге Франции, затем в боях на Рейне.
Окончание Второй мировой войны Бокасса встретил в Нормандии в чине старшего сержанта.
В 1949 году закончил офицерскую школу в Сен-Луи (Сенегал), с сентября 1950 по март 1953 участвовал в Индокитайской войне. За боевые заслуги в ней был награждён орденом Почётного легиона и Лотарингским крестом.
Продолжил военную службу в Браззавиле, в 1961 году получил звание капитана французской армии.
В январе 1962 года уволился из французской армии и поступил на службу в центральноафриканские вооружённые силы, получив звание майора. Президент ЦАР, его кузен Давид Дако, в следующем году назначил Бокассу начальником штаба вооружённых сил и присвоил ему чин полковника в 1964 году.

### Президент

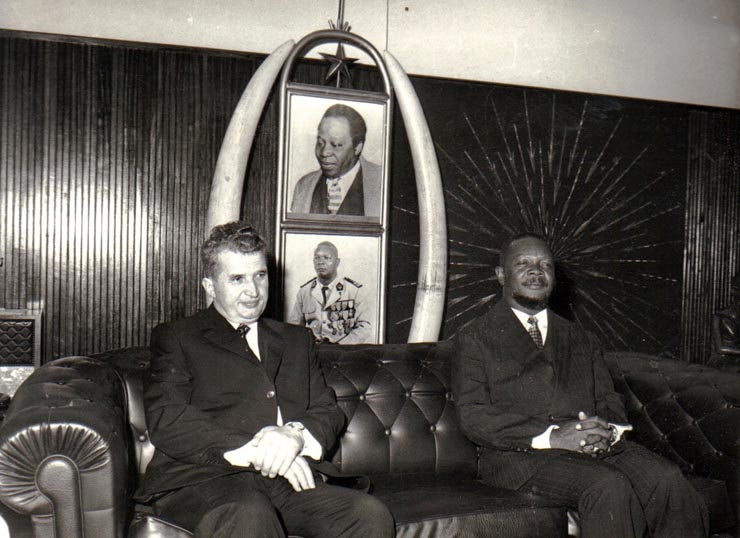
Бокасса на встрече с Николае Чаушеску во время визита последнего в ЦАР в марте 1972 года

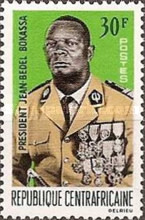
Почтовая марка ЦАР 1967 года

31 декабря 1965 — 1 января 1966 года Бокасса совершил государственный переворот («новогодний переворот», или «путч дня Св. Сильвестра»), сверг Дако и посадил его в тюрьму. Заговор был составлен начальником жандармерии, которого Бокасса нейтрализовал и воспользовался путчем в свою пользу. Шеф Генштаба провозгласил себя президентом и главой единственной политической партии — «Движения за социальную эволюцию Чёрной Африки» (фр. Mouvement pour l'évolution sociale de l’Afrique Noire, или MESAN, МЕСАН). Эта партия включала в себя в обязательном порядке всё взрослое население страны. 4 января президент отменил конституцию ЦАР и начал диктаторское правление. 2 марта 1972 года Бокасса провозгласил себя пожизненным президентом.
В 1969 и 1974 годах происходили неудачные попытки сместить Бокассу путём государственного переворота; в 1976 году было устроено покушение на его жизнь. Эти события только давали ему повод укрепить свою единоличную власть.
Участвовал в панафриканском движении, в частности, в 1968 году стал учредителем Союза центральноафриканских государств, куда входили также Демократическая Республика Конго и Чад. Был сторонником возвращения к земле, поддержки сельского хозяйства и аграрной реформы в стране. Во внешнеполитической ориентации колебался между советским блоком, Западом и Движением неприсоединения. В июне 1970 года посетил с официальным визитом СССР. Бывший главный кремлёвский врач Е. А. Чазов вспоминал, что когда Бокасса проходил лечение в Москве, он полюбил русскую кухню и попросил откомандировать с ним советского повара. Как-то повар обнаружил на президентской кухне в холодильнике человеческое мясо и в ужасе бежал в посольство. По некоторым сведениям, Бокасса употреблял в пищу лидеров оппозиции, а однажды тайком накормил свой кабинет министров одним из его членов.
По отношению к бывшей метрополии, Франции, курс Бокассы представлял собой серию попыток шантажа: сближение в начале 1970-х годов с Югославией, Северной Кореей, Румынией и СССР, организация демонстрации у французского посольства в Банги (сентябрь 1970 года), угроза выхода из зоны франка (август 1971 года), закрытие французского генконсульства в столице и запретительные меры против французских журналистов (май 1974 года), восстановление дипломатических отношений с КНР (август 1976 года), разорванных в 1966 году, принятие ислама и дружба с Муаммаром Каддафи (октябрь 1976 года) преследовали, главным образом, цель добиться от Франции увеличения финансовой помощи. В свою очередь, политика Парижа диктовалась необходимостью сохранения в стране стратегических позиций (в частности, уранового  месторождения в Бакуме), поэтому Франция шла на уступки. Однако это не означало, что Франция отказывалась от попытки свергнуть диктатора. В 1974—1976 годах за некоторыми попытками физической ликвидации Бокассы стояли французские спецслужбы.
В рамках празднования Дня матери в 1971 году Бокасса освободил всех заключённых женщин и приказал казнить мужчин, уличённых в преступлениях против женской чести. 4 сентября 1976 года, во время официального визита лидера ливийской революции Муаммара Каддафи в республику, Жан-Бедель Бокасса и ряд членов правительства приняли ислам, взяв себе соответствующие имена. Бокасса изменил своё христианское имя Жан-Бедель на Салах-эд-дин Ахмед Бокасса. В том же месяце Бокасса распустил правительство и заменил его на Совет Центральноафриканской революции (по образцу Совета революционного командования Ливии; в этот совет был включён освобождённый из тюрьмы Дако).

### Император
4 декабря 1976 года на чрезвычайном съезде партии МЕСАН было объявлено о переименовании Центральноафриканской Республики в Центральноафриканскую империю. Съезд принял имперскую конституцию, согласно которой император являлся главой исполнительной власти, а корона империи объявлялась наследственной, передаваемой по нисходящей мужской линии, в случае если император сам не назначит преемником одного из своих сыновей. В том же месяце Бокасса вернулся в католицизм.
Полный его титул звучал так: Император Центральной Африки, волей центральноафриканского народа, объединённого в национальную политическую партию МЕСАН. Так как эфиопский император Хайле Селассие I был свергнут за два года до этого, Бокасса стал одним из всего трёх царствующих в мире императоров — двумя другими были шахиншах Ирана Мохаммед Реза Пехлеви и японский монарх Хирохито.
4 декабря 1977 года состоялась коронация императора Бокасса I — первого представителя новообразованной династии Бокасса. Лучшие европейские фирмы изготовили корону, украшенную двумя тысячами бриллиантов. Её стоимость составила $ 5 млн, а на церемонию ушла четверть годового экспортного дохода страны. Дополнением стал золотой трон в форме сидящего орла весом в 2 тонны и леопардовые мантии. Было закуплено более 100 автомобилей лучших иностранных марок и 130 белых скакунов. Туфли, в которых он был во время церемонии, занесены в Книгу рекордов Гиннесса как самые дорогие в мире. Церемониал во многих деталях копировал коронацию Наполеона I, которого новоявленный император считал своим образцом. На коронацию были приглашены руководители всех мировых и африканских держав, а также Папа Римский Павел VI. Очевидно, для него готовилась роль Папы Пия VII, из рук которого Наполеон вырвал корону и сам ею венчался. Но, несмотря на обещанные богатые подарки, ни Папа, ни главы государств не явились в Банги на церемонию; Франция была представлена министром по делам сотрудничества, оркестром ВМФ и батальоном, обеспечивающим безопасность коронации. Многие считали Бокассу психически ненормальным и сравнивали с эксцентричным диктатором Уганды Иди Амином.
Со сказочной роскошью коронации и императорского двора контрастировал чрезвычайно низкий уровень жизни в стране. В 1977 году был 1 врач на 43,4 тыс. жителей и всего 1 зубной врач на всю империю.
Несмотря на то, что империя считалась конституционной, никаких смягчений в диктатуре Бокассы не последовало. Аресты инакомыслящих, пытки, в которых император принимал участие лично, были обычным делом. Режим пользовался поддержкой президента Франции в 1974—1981 годах Валери Жискар д’Эстена, которому Бокасса предоставлял выгодные условия разработки месторождений полезных ископаемых, в частности, урана, необходимого для французской программы атомного оружия. В 1975 году Жискар д’Эстен объявил Бокассу своим «другом» и «членом семьи», а также несколько раз ездил в Центральную Африку охотиться.

### Свержение

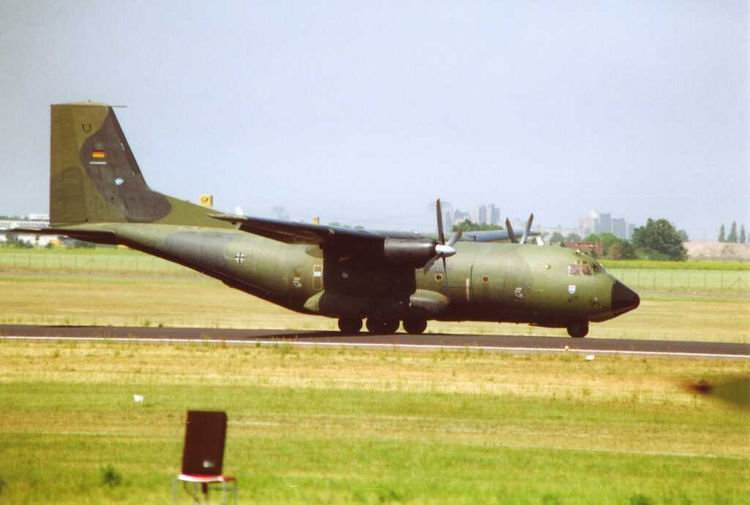
Транспортный самолёт Transall C-160. Такой же самолёт был использован французским спецназом для высадки в Банги

В 1979 году, после ряда жестоко подавленных выступлений оппозиции, вызвавших международный резонанс и внимание правозащитников (в частности, демонстраций школьников, протестовавших против дорогой униформы, навязанной им правительством; более 100 из них было убито), дальнейшая поддержка режима Бокассы становилась для Франции компрометирующей. В это же время распространились и слухи о каннибализме монарха. Кроме того, намечалось новое сближение Центральной Африки с Ливией Каддафи (что было для Франции неприемлемым). В отсутствие императора, бывшего в это время с официальным визитом в Ливии, 20 сентября 1979 в Банги, при участии французских десантников произошёл бескровный государственный переворот (операция «Барракуда»), после которого Давид Дако вновь стал президентом восстановленной республики. Французский дипломат Жак Фоккар назвал эту операцию «последней колониальной экспедицией Франции».
Через несколько недель во французском сатирическом еженедельнике «Канар аншене» были преданы гласности подарки, которыми Бокасса покупал лояльность у Жискара (в частности, это были бриллианты). В обстановке экономического кризиса всё это не способствовало популярности президента, который, в итоге, в 1981 году проиграл выборы Франсуа Миттерану.
Позже выяснилось, что бриллианты вручались Бокассой также Генри Киссинджеру в 1973 году.
Бокасса взял с собой в изгнание также «уникальный бриллиант», изготовленный к коронации американским предпринимателем и политическим оперативником Альбертом Жоли. Однако вскоре выяснилось, что камень, который Жоли выдавал за изделие стоимостью более 500 тыс. долларов, реально являлся низкосортной подделкой, цена которой не превышала 500 долларов (ранее Жоли цинично не рекомендовал Бокассе продавать этот бриллиант).

### Изгнание и суд
Бокасса отправился из Ливии на Берег Слоновой Кости, а затем жил во Франции в замке под Парижем (Ардикур, департамент Ивелин).
Между тем на его родине над ним был устроен заочный суд, приговоривший его 25 декабря 1980 года к смертной казни и конфискации всего имущества по обвинению в 13 преступлениях (в том числе убийствах, каннибализме, хищении государственных средств, незаконном использовании государственной собственности в личных целях, изнасилованиях). В 1986 году он совершил, пожалуй, наиболее эксцентричный поступок в своей жизни: он добровольно вернулся в ЦАР, рассчитывая, что народ вновь возведёт его на трон. Однако он немедленно был арестован, начался новый процесс, Бокассе были предъявлены обвинения в государственной измене, убийствах, каннибализме и растрате государственного имущества. Бокасса активно защищался на суде и сумел убедить судей в том, что части тел жертв он хранил в холодильнике не с целью употребления их в пищу, а в символических целях («печень врага приносит удачу») и т. п. Хотя он был признан невиновным в каннибализме, остальных обвинений хватило, чтобы вновь приговорить его 12 июня 1987 года к смертной казни.
В следующем году был помилован, и приговор заменили на пожизненное заключение, а затем и на 20-летнее. После восстановления демократического строя в 1993 году в стране была объявлена всеобщая амнистия, и Бокасса вышел на свободу.
Скончался от инфаркта спустя три года, 3 ноября 1996 года.

## Личная жизнь
Бокасса имел 19 жён и 77 признанных им детей. Одна из жён, императрица Екатерина Дангиаде, была его венчанной католической супругой. Она была коронована им с огромными затратами и пышностью по образцу коронации Жозефины Богарне. Старший сын Бокассы и Екатерины кронпринц Жан-Бедель, родившийся 2 ноября 1973 года, в период существования империи был престолонаследником, а после смерти отца в 1996 году является главой центральноафриканского императорского дома (как Бокасса II).
Другой из сыновей, Жан-Серж, в 2011—2013 годах занимал пост министра по делам молодёжи, спорта, искусств и культуры, в 2016—2018 годах — министра внутренних дел.

## Наследие
1 декабря 2010 года президент ЦАР Франсуа Бозизе подписал указ о полной реабилитации Жан-Беделя Бокассы, в соответствии с которым свергнутый император был «восстановлен во всех правах». Бозизе назвал Бокассу «великим гуманистом» и «сыном нации, признанным всеми в качестве великого строителя» и подчеркнул «Я хочу сказать о Бокассе. Он построил страну, а мы разрушили всё, что он построил».
12 января 2011 года французский замок Ардикур, ранее принадлежавший Жан-Беделю Бокассе, был продан на аукционе за 915 тысяч евро. Замок находится под Парижем и располагает жилой площадью почти в 550 м². На его территории также находится дом для прислуги, парк и автомобильный гараж.
По мнению журнала The Economist, несмотря на низкий уровень жизни в стране и многочисленные беды и напасти, обрушившиеся на ЦАР во время правления Бокассы, в самой стране он остаётся национальным героем. В июле 2016 года группа энтузиастов завершила восстановление коронационного трона Бокассы, а лидер организации «Патриоты Центральной Африки» Эритье Доненг призвал передать этот трон в музей, посвящённый правителю.

## Факты
- Некоторых своих политических оппонентов Бокасса отдал на съедение крокодилам и львам[21].
- Бокасса, среди прочего, побывал в Артеке и был принят в пионеры[22].
- Бокасса является основным прототипом африканского президента Н’Джала из фильма «Профессионал»[23][24].